# Aulo Vicírio Marcial
Aulo Vicírio Marcial (em latim: Aulus Vicirius Martialis) foi um senador romano nomeado cônsul sufecto para o nundínio de julho a agosto de 98 com Lúcio Mécio Póstumo. É conhecido apenas através de inscrições. Era filho de Aulo Vicírio Próculo, um tribuno militar da Legio IV Scythica, flâmine augustal e enterrado Siena. Aulo Vicírio Próculo, cônsul sufecto em 89, era seu irmão.

## Carreira
Além do consulado, seu único posto conhecido foi o de procônsul da Ásia em 113-114. Antigamente acreditava-se que teria sido Vicírio Próculo o governador, mas R. Merkelbach demonstrou claramente que não e que Vicírio Marcial é que ocupou a posição.